# ازوونکو پتریچویچ
ازوونکو پتریچویچ (انگلیسی: Zvonko Petričević؛ ۲۶ ژوئیهٔ ۱۹۴۰ – ۲۰ ژانویهٔ ۲۰۰۹) بازیکن بسکتبال اهل یوگسلاوی بود. وی بین سال‌های ۱۹۵۹ تا ۱۹۶۹ میلادی فعالیت می‌کرد.
از باشگاه‌هایی که در آن بازی کرده‌است می‌توان به سیبونا زاگرب اشاره کرد.